# ロマン 神経衰弱
『ロマン 神経衰弱』（ - しんけいすいじゃく）は日詰昭一郎の1枚目のオリジナル・アルバム。

## 内容
当時、小室哲哉率いるTM NETWORKのサポートベーシストとして活動していた日詰の1stアルバム。インタールード的な「Dear Friend」は小室が作曲を手がけた。レコーディングはロンドンで行った。

## 収録曲
作詞・作曲・編曲:日詰昭一郎（特記以外）
1. ほんの小さなすれ違い
2. Midnight Run
3. ああ異常
4. 君とシンクロナイズ
編曲:小室哲哉
5. 危険な恋
6. Dear Friend（Instrumental）
作曲:小室哲哉　編曲:小室哲哉・日詰昭一郎
7. 想い出のメリークリスマス
編曲:小室哲哉
「ああ異常」のカップリング曲。
8. いとしのジュリエット
編曲:小室哲哉
9. 神経衰弱
10. だけど Stop!

## 参加ミュージシャン
- 日詰昭一郎 - ボーカル、ベース、ギター、プログラミング、シンセサイザー、コーラス
  - 松本孝弘（B'z） - ギター（#1,5）
  - 小室哲哉（TM NETWORK） - キーボード（#1,4,5,7,8）、ピアノ（#2,6）
  - 古村敏比古 - サックス（#2,5）、フルート（#2）
  - Reuben Mann - ドラム（#1,2,5,9）
  - 坪倉唯子 - コーラス（#2,3）
  - 小室和幸（小室和之） - コーラス（#3）
  - 小野塚晃 - キーボード（#3,9）
  - 兼崎順一 - ピッコロトランペット（#2）
  - 中島正雄 - ギター（#3,9）
  - Clem Clempson - ギター（#4,7,8）
  - Nick Pentelow（歌詞カードにはNick Pentalowと記載） - サックス（#4,8）
  - Nic France（歌詞カードにはNick Franceと記載） - ドラム（#4,8）